# 쾅고주

쾅고 주의 위치

쾅고주(프랑스어: Kwango)는 콩고 민주 공화국 남서부에 위치한 주로 주도는 켕게이며 면적은 89,974km2, 인구는 1,994,036명(2005년 기준), 인구 밀도는 22명/km2이다.
2006년에 개정되어 2015년에 시행된 콩고 민주 공화국 헌법에 따라 반둔두 주에서 분리되어 신설되었다. 동쪽으로는 카사이 주, 북쪽으로는 퀼루 주, 북서쪽으로는 킨샤사, 서쪽으로는 중앙콩고 주와 접하며 남쪽으로는 앙골라와 국경을 접한다.